# 小林正三郎 (野球)
小林 正三郎（こばやし しょうざぶろう、1919年 - 1945年2月） は、日本の元アマチュア野球選手。新潟県出身。

## 来歴・人物
柏崎中学（現・新潟県立柏崎高等学校）を経て、1939年早稲田大学に入学。東京六大学リーグ戦で捕手として出場した。しかし学徒出陣により応召され、1945年2月、フィリピン北部・ルソン島にて戦死した。享年25。
東京ドーム内の野球殿堂博物館にある戦没野球人モニュメントに、彼の名前が刻まれている。